# Wissenschaftsministerium
Wissenschaftsministerium, nennt man ein Ministerium mit dem Portefeuille der Betreuung der Wissenschaften, und auch der Hochschulbildung, dann in Funktion eines Bildungsministeriums (der Schulsektor kann dann an einem anderen Ministerium sein, etwa einem Jugendministerium). Im Bereich der Angewandte Wissenschaften / Forschung und Entwicklung besteht Überlappung mit dem Begriff des Technologieministeriums, dann findet sich auch die Bezeichnung Forschungsministerium.

## Liste
| Staat       | Ministerium | kurz                 | Portefeuilles und Anmerkungen                                                                           |
| ----------- | --- | -------------------- | --- |
| Dänemark    | Uddannelses- og Forskningsministeriet |                      | Forschung, Innovation und Hochschulausbildung 1993 als Forschungs- und Technologieministerium gegründet |
| Deutschland | Bundesministerium für Bildung und Forschung - Ministerium für Wissenschaft, Forschung und Kunst Baden-Württemberg - Bayerisches Staatsministerium für Wissenschaft und Kunst - Ministerium für Wissenschaft, Kultur, Bundes- und Europaangelegenheiten des Landes Mecklenburg-Vorpommern - Niedersächsisches Ministerium für Wissenschaft und Kultur (MWK) | BMBF                 | Bildung und Forschung ab 1969 siehe amtierende Landesminister                                           |
| Gambia      | Ministry for Basic and Secondary Education | MoHERST              | Höhere Bildung, Forschung und Wissenschaft                                                              |
| Japan       | Mombu-Kagaku-shō 文部科学省 | MEXT 文科省 Monkashō | Bildung, Kultur, Sport, Wissenschaft und Technologie                                                    |
| Litauen     | Lietuvos Respublikos švietimo ir mokslo ministerija |                      | Bildung und Wissenschaft                                                                                |
| Österreich  | Bundesministerium für Bildung, Wissenschaft und Forschung | BMBWF                | Bildung, Wissenschaft und Forschung seit 2018                                                           |

## Historische Staaten
- Deutsches Reich: Reichsministerium für Wissenschaft, Erziehung und Volksbildung in Deutschland (1934–1945)